# Abarenicola pacifica
Abarenicola pacifica is een borstelworm uit de familie Arenicolidae. De wetenschappelijke naam van de soort werd in 1959 gepubliceerd door Healy & Wells. Ze kan gevonden worden aan de westkust van Noord-Amerika en in Japan. De worm wordt tot ongeveer vijftien centimeter lang.